# Tešanovci
Tešanovci (madžarsko Mezővár) so naselje v občini Moravske Toplice.
Tešanovci ležijo na skrajnem severovzhodu Slovenije. Ležijo tam kjer se konča Prekmurska ravnica in se pričnejo prvi grički širnega in hribovitega Goričkega. Ležijo ob cesti Murska Sobota – Dobrovnik, na stičišču nižinskega predela Radenskega in  Dolinskega.
	Hiše so razporejene ob cesti v dveh kilometrih. Za hišami se razprostirajo velike in majhne obdelovalne površine. Veliko hiš oz. večina hiš je enonadstropnih le malo je dvonadstropnih.
	V naši vasi živi povprečno 450 prebivalcev. Velika celo od njih je starejših. Mladi se selijo v druge vasi ali mesta. Po statističnih podatkih, ki so na voljo lahko razberemo, da število prebivalce močno upada. Če primerjamo leto  1931 in leto 2005, je število upadlo za 209 prebivalcev.
Tu se seveda pozna čas med prvo svetovno vojno in neposredno po njej.
	Tešanovčani se ukvarjajo predvsem z živinorejo, mesno industrijo, mlečno industrijo, poljedelstvom, vinogradništvom in v zadnjih časih tudi s turizmom. V Tešanovcih imamo dva velika kmeta, to sta Franc Kučan in Franc Vitez. Oba se ukvarjata s poljedelstvom in živinorejo, kakor tudi ostali manjši kmetje. Seveda pa se ne sme kmetijstvo opustiti.
	V vaškem gasilskem domu deluje trgovina, društvo upokojencev in kulturno turistično društvo. V vasi imamo tudi podružnično šolo in rimskokatoliško kapelico iz leta 1887 grajeno v gotskem slogu. Poleg šole pa še stoji evangeličanski zvonik, katerega so zgradili tešanovski evangeličani leta 1868. Šola deluje že od leta 1860, ko so vaščani najeli ve;jo sobo jo opremili in neki pismeni kmet jih je proti plačilu učil. Šele leta 1868 so tešanovski evangeličani začeli zidati šolsko poslopje z zvonikom. V šoli je nekdaj deloval tudi vrtec, v današnjih časih spada šola  pod  Osnovno šolo Bogojina. V šolo deluje samo še en razred z osmimi učenci drugega razreda. Včasih je v šolo hodilo 40 učencev.	
	Vas je bila v pisnih virih omenjena leta 1340. Vas je najprej stala na prvih vzpetinah Goričkega. V 16. stoletju je bila vas požgana od Turkov. Ker so ti turški vdori trajali celo stoletje, so se vaščani zadrževali na današnji lokaciji vasi. Nato so si vaščani naredili stalna bivališča in tu tudi ostali. V vasi je bila tudi ena imed najstarejših mlekarn v Pomurju. Mlekarna je začela obratovati leta 1828. Pisni viri, ki so na voljo, dokazujejo, da je vas z imenom >>TYSINOLCH<< prvič omenjena leta 1340; >>TYSANCH<< leta 1360 in >>TYSSANOCH<<  leta 1366. Skoraj enako ime današnjemu nazivu >>TEŠANOC<<, je pa bilo v rabi  že leta 1431. Od leta 1888-1918, je imelo madžarsko ime >>Mezövar<<. Po II. svetovni vojni se je dokončno potrdilo ime vasi TEŠANOVCI.
	Tešanovci so edina in prava panonska vas v Sloveniji. V vasi pa imamo tudi spominski park Josipa Benka, ki so ga uredili leta 2006. 
	Josip Benko slovenski podjetnik in politik. Rodil se je 3. julija 1889 v Tešanovcih, usmrčen pa je bil 15. junija 1945. Med obema vojnama je bil Benko vodilni prekmurski industrialec. Bil je lastnik ene izmed najbolj modernih tovarn mesnih izdelkov v Kraljevini Jugoslaviji, današnje Pomurke. Izdelke je izvažal na Češkoslovaško, Veliko Britanijo, Nemčijo in v Avstrijo. Njegova tovarna je spodbudila razvoj živinoreje v Pomurju. Leta 1927 je bil izvoljen za župana Murske Sobote. Po drugi svetovni vojni je bil obsojen zaradi sodelovanja z okupatorjem in usmrčen.

## Znane osebe iz Tešanovec
- Franc Novak ljudski zbiralec in pisatelj
- Josip Benko vodilni prekmurki industrialec (lastnik ene izmed najbolj modernih tovarn mesnih izdelkov)
- Jožef Berke odvetnik in politik
- Štefan Bachich ev. duhovnik in senior
- Geza Erniša ev. duhovnik, senior, prvi evangeličanski škof na Slovenskem